# Hoplitis goulemina
Hoplitis goulemina là một loài Hymenoptera trong họ Megachilidae. Loài này được Warncke mô tả khoa học năm 1991.